# Berresa rufa
Berresa rufa là một loài bướm đêm trong họ Noctuidae.